# Esther Vilar

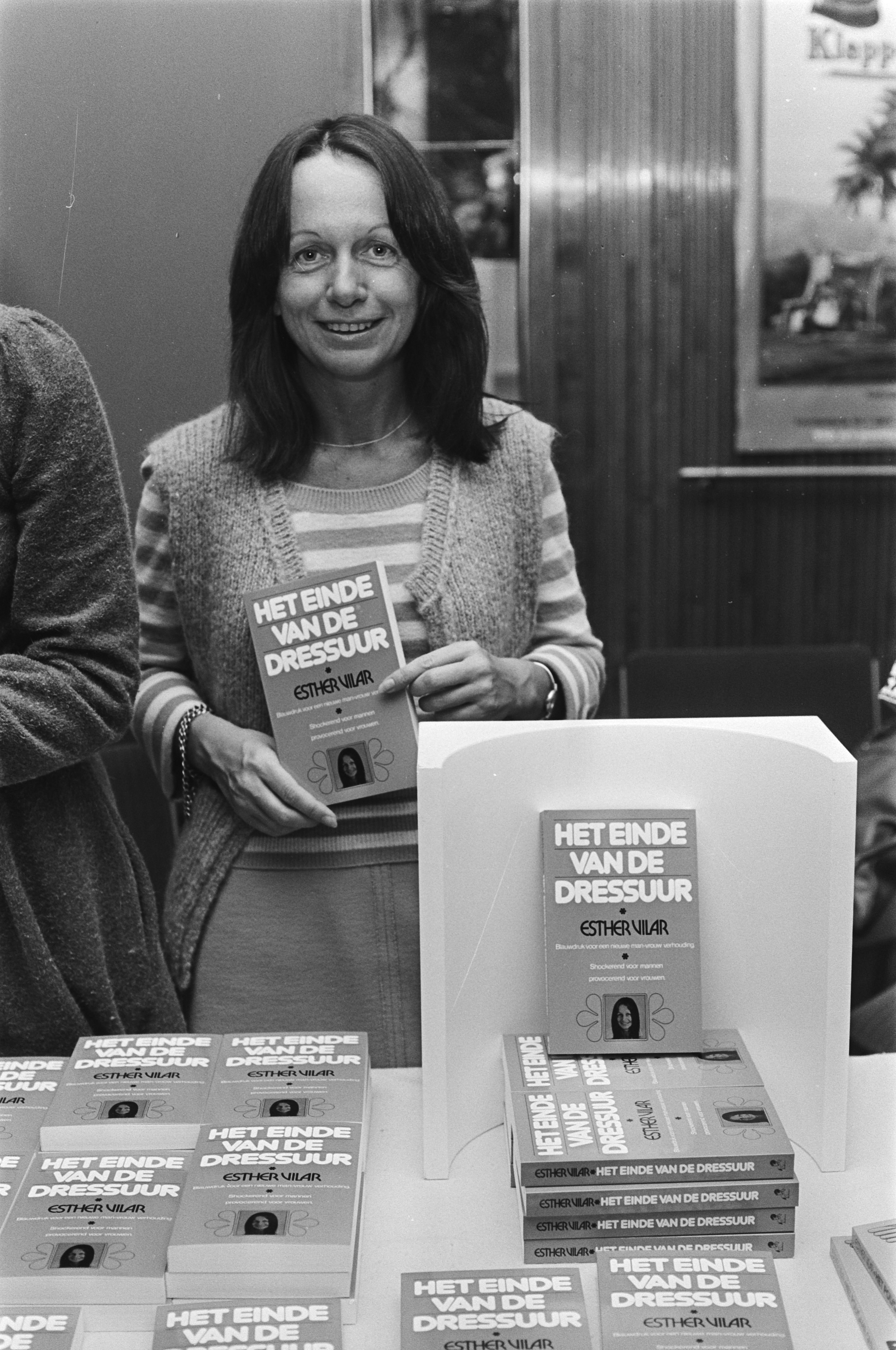
Esther Vilar mit ihrem neuesten Buch, 1977

Esther Margareta Vilar (geboren am 16. September 1935 als Esther Margareta Katzen in Buenos Aires) ist eine deutsch-argentinische Schriftstellerin. Sie wurde in den 1970er-Jahren vor allem als Autorin des Buches Der dressierte Mann und der damit verbundenen öffentlichen Auftritte und Kontroversen bekannt.

## Leben und Werk
Esther Vilar wurde 1935 in Buenos Aires geboren. Ihre Eltern waren nach der Machtergreifung der Nationalsozialisten zu Beginn der 1930er-Jahre nach Argentinien ausgewandert, weil die Familie des aus Erlangen stammenden Vaters jüdisch war. Er arbeitete in Buenos Aires als Stehgeiger in Cafés, dann fand er eine Anstellung als landwirtschaftlicher Gutsverwalter. Die 1909 geborene Mutter stammte aus Nürnberg. Sie fühlte sich im südamerikanischen Exil aber nicht wohl und kehrte kurz nach der Geburt ihrer Tochter nach Deutschland zurück. Dort lebten sie und Esther im Nürnberger Ortsteil Ziegelstein. Nach der Zerstörung Nürnbergs im Zweiten Weltkrieg kehrte sie mit ihrer Tochter einige Jahre nach Argentinien zu ihrem Mann zurück. Sie starb hochbetagt in den 2010er Jahren in Nürnberg.
Vilar studierte Medizin in Argentinien und ab 1960 Soziologie und Psychologie an der Hochschule für Sozialwissenschaften in Wilhelmshaven und in München. Sie arbeitete zunächst als Ärztin. Später war sie als Übersetzerin und Rundfunkautorin tätig und begann, Bücher zu schreiben. Esther Vilar ist Mitglied im Beirat der Giordano-Bruno-Stiftung.
Mit ihrem Buch Der dressierte Mann wurde sie 1971 als Schriftstellerin durch ihren Auftritt in der Eurovisionssendung Wünsch Dir was bekannt. In diesem Buch formulierte sie die provokante These, dass nicht – wie von der damals aufkommenden Frauenbewegung postuliert – die Frau durch den Mann unterdrückt werde, sondern der Mann durch die Frau. Das löste große Kontroversen aus, und Vilar war Anfeindungen, körperlichen Angriffen und Morddrohungen ausgesetzt. So wurde sie auf einer Toilette der Münchner Staatsbibliothek von vier jungen Frauen verprügelt. Nach eigener Aussage war dies der Grund für ihre Emigration aus Deutschland.
1975 lieferte sie sich ein TV-Duell mit Alice Schwarzer, die als Vertreterin der Frauenbewegung ebenfalls zu dieser Zeit bekannt wurde. Der Spiegel nannte Vilar in seinem Bericht über die Sendung „modisch-populäre Manneshelferin im Geschlechterkampf“. Nach der Ausstrahlung wurde die Sendung kontrovers diskutiert. Die Meinungen darüber, wer dominierend in diesem Fernsehduell war, sind geteilt.
In ihrem Buch Das Ende der Dressur (1977) richtete Vilar sich gegen eine von ihr beobachtete Meinungsführerschaft von Lesben, denen sie vorwarf, heterosexuelle Frauen zu verführen, die „normalerweise für ihre ausgefallenen Wünsche absolut unzugänglich wären“. Zu diesem Zweck würden sie die feministische Bewegung nutzen, die quasi nur aus Lesben und „männlichen Feministen“ bestehe.
Vilar veröffentlichte weitere Bücher und Theaterstücke, die sich oft gegen linke und feministische Positionen richteten. Zu ihren bekannten Texten zählt die eigenwillige Auseinandersetzung mit Henrik Ibsens Schauspiel Nora oder Ein Puppenheim, das in den 1970er Jahren von der Frauenbewegung stark rezipiert wurde. Ihre Theaterstücke, insbesondere EiferSucht, werden auf deutschsprachigen und europäischen Bühnen gespielt.
In ihrem Buch Der betörende Glanz der Dummheit wandte sich Vilar gegen eine zu weitgehende Spezialisierung. In der vorangestellten Widmung heißt es: „Das ist der ganze Jammer: Die Dummen sind so sicher und die Gescheiten so voller Zweifel“ (von Bertrand Russell). In Die Fünf-Stunden-Gesellschaft propagierte sie ein alternatives Arbeitszeitmodell. Sie schlug vor, mit je zwei 5-Stunden-Berufseinheiten für Mann und Frau pro Tag das Miteinander in Familien besser zu regeln. Jeder der Partner solle eine Schicht arbeiten, so dass immer jemand bei den Kindern sein könne. Die Wochenarbeitszeit würde sich auf je 25 Stunden verringern, die Lebensarbeitszeit dadurch aber verlängert. Dies allerdings müsste ohne Lohnausgleich geschehen.
Vilar sieht ihr eigentliches Thema in der Auseinandersetzung mit den sehr grundsätzlichen Größen „Freiheit“ und „Gefangenschaft“, wie sie selbst im Nachwort zu ihrem Buch Die Antrittsrede der amerikanischen Päpstin hervorhebt: „Die ‚Angst vor der Freiheit‘ – die Sehnsucht, alle persönliche Verantwortung in die Hände eines anderen zu legen, sich aus freien Stücken dessen Befehlen zu beugen – war von jeher das Thema meiner schriftstellerischen Arbeit und wird wohl bis zuletzt irgendwie bestimmend für sie bleiben.“
Esther Vilar war mit dem Schriftsteller Klaus Wagn verheiratet, mit dem sie den Caann-Verlag betrieb. Aus dieser Ehe stammt ein Sohn. Ihr letzter Lebenspartner war Rolf Oerter.

## Dressur durch Lob
In ihrem Buch Der dressierte Mann hebt Vilar bei ihrer Darstellung der weiblichen Dressur von Männern bis hin zu deren Selbstaufgabe das Mittel des Lobes besonders hervor:

„Von allen Dressurmethoden, deren sich die Frau bei der Erziehung des Mannes bedient, hat sich das Lob als die brauchbarste erwiesen: Es ist eine Methode, mit deren Anwendung man sehr früh beginnen kann und die noch bis ins hohe Alter ihre Wirksamkeit unvermindert beibehält. [....] Dressur durch Lob hat zum Beispiel folgende Vorteile: Sie macht den Gelobten abhängig (damit das Lob etwas wert ist, muß es von einer höheren Instanz kommen, der Gelobte wird also den Lobenden zu einer höheren Instanz erheben); sie macht ihn süchtig (ohne Lob weiß er bald nicht mehr, ob er etwas wert ist oder nicht, er verliert die Fähigkeit, sich mit sich selbst zu identifizieren).“

## Veröffentlichungen

### Sachbücher
- Der dressierte Mann. Bertelsmann, Gütersloh 1971, ISBN 3-570-08949-5 (Platz 1 der Spiegel-Bestsellerliste vom 24. Januar bis zum 20. Februar 1972).
- Die Lust an der Unfreiheit. Erläuterungen zur Theorie des Genetivismus. Caann, München 1971, ISBN 3-87121-008-0.
- Das polygame Geschlecht. Das Recht des Mannes auf zwei Frauen. Caann, München 1974, ISBN 3-87121-012-9.
- Das Ende der Dressur. Modell für eine neue Männlichkeit. Droemer-Knaur, München/Zürich 1977, ISBN 3-426-04590-7.
- Die Fünf-Stunden-Gesellschaft. Argumente für eine Utopie. Herbig, München/Berlin 1978, ISBN 3-7766-0894-3.
- „Alt“. Manifest gegen die Herrschaft der Jungen. Herbig, München/Berlin 1980, ISBN 3-7766-1089-1.
- Neuausgabe in einem (Sammel-)Band: Der dressierte Mann. Das polygame Geschlecht. Das Ende der Dressur. DTV, München 1987, ISBN 3-423-10821-5.
- Der betörende Glanz der Dummheit. Econ-Verlag, Düsseldorf/Wien/New York 1987, ISBN 3-430-19368-0.
  - überarbeitete Neuauflage: Alibri Verlag, Aschaffenburg 2011, ISBN 978-3-86569-066-1
- Die 25-Stunden-Woche. Arbeit und Freizeit in einem Europa der Zukunft. Mit einem Vorwort von Oskar Lafontaine. Econ-Taschenbuch-Verlag, Düsseldorf 1990, ISBN 3-612-23068-9.
- Die Erziehung der Engel. Wie lebenswert wäre das ewige Leben? Econ, Düsseldorf u. a. 1992, ISBN 3-430-19367-2.
  - überarbeitete Neuauflage: Die Schrecken des Paradieses. Wie lebenswert wäre das ewige Leben? Mit einem Nachwort von Michael Schmidt-Salomon. Alibri-Verlag, Aschaffenburg 2009, ISBN 978-3-86569-046-3.
- Heiraten ist unmoralisch. Lübbe, Bergisch Gladbach 1994, ISBN 3-7857-0745-2.
- Alt heisst schön. Manifest gegen den Jugendkult. Lübbe, Bergisch Gladbach 1995, ISBN 3-404-60401-6.
- Katholikinnen aller Länder vereinigt euch. Lübbe, Bergisch Gladbach 1995, ISBN 3-7857-0812-2.
- Denkverbote. Tabus an der Jahrtausendwende. Lübbe, Bergisch Gladbach 1998, ISBN 3-7857-0905-6.

### Belletristik
- Mann und Puppe. Roman. Caann, München 1969.
- Der Sommer nach dem Tod von Picasso. Ein Spiel. Caann, München 1969.
- Bitte keinen Mozart. Satirischer Roman. Herbig, München/Berlin 1981, ISBN 3-7766-1179-0.
- Die Antrittsrede der amerikanischen Päpstin. Herbig, München/Berlin 1982, ISBN 3-7766-1224-X.
- Die Mathematik der Nina Gluckstein. Novelle. Scherz, Bern/München/Wien 1985, ISBN 3-502-11800-0.
- Rositas Haut. Roman. Econ-Verlag, Düsseldorf/Wien/New York 1990, ISBN 3-430-19369-9.
- EiferSucht. Roman für drei Faxmaschinen und ein Tonbandgerät. Lübbe, Bergisch Gladbach 1999, ISBN 3-7857-0998-6.
- Die sieben Feuer von Mademoiselle. Roman. Lübbe, Bergisch Gladbach 2001, ISBN 3-7857-2029-7.
- Reden und Schweigen in Palermo. Erotik-Thriller. konkursbuch, Tübingen 2008, ISBN 978-3-88769-726-6.

### Theaterstücke
- Helmer oder Ein Puppenheim. Variation über ein Thema von Henrik Ibsen. Ullstein, Frankfurt/Berlin/Wien 1981, ISBN 3-548-20188-1.
- Die neuen Prinzen. 1982.
- Die Antrittsrede der amerikanischen Päpstin. 1982.
- Rothschilds Nachbar. 1990.
- Erziehung der Engel. 1996.
- Speer. / Buchausgabe: Speer. Mit Beiträgen von Klaus Maria Brandauer und Wolfgang Schäche. Fotos von Jim Rakete. Transit, Berlin 1998, ISBN 3-88747-128-8.
- Carmen.
- EiferSucht. Drama für drei Faxmaschinen.
- EiferSucht. Drama für drei PC’s. 2008.
- Das Lächeln des Barrakuda.
- Liebeslied für einen ruhelosen Mann (Penelope). Komödie.
- Mathematik der Liebe.
- Der Moskito.
- Mr & Mrs Nobel. 2011 (Verfilmung unter dem Titel Eine Liebe für den Frieden – Bertha von Suttner und Alfred Nobel 2014).
- Reden und Schweigen in Palermo.
- Reisen mit Lady Astor.
- Die Strategie der Schmetterlinge.
- Stundenplan einer Rache (Tristan und Isolde).
- Sylt.
- Der Tangotänzer.
- Tennis.